# ビルン空港
ビルン空港（ビルンくうこう、丁: Billund Lufthavn、英: Billund Airport）は、デンマークのビルンにある空港である。
ビルン自体は人口が7000人に満たないが、デンマーク第二の都市オーフス（人口34万人）やユトランド半島の主要都市と高速バスで結ばれており、利用旅客数がデンマーク第二の国際空港となっている。

## LEGO社との関係
1961年にLEGO社が自身の専用空港として開設し、1964年の拡張工事により一般用の空港となった歴史をもつ。また空港の近くにLEGO社の関連施設とテーマパークレゴランドがある。このため事実上LEGO社によって支えられている空港と言えるが、施設・パーク自体はターミナルから滑走路を挟んで反対側にあり、空港に降り立った人々は大きく迂回する必要がある。
1998年の天皇・皇后の英国・デンマーク訪問では、レゴランドへ立ち寄った際、日本国政府専用機で当空港を利用した。
2010年代に入り世界展開を加速したLEGO社は日本への進出を決め、日本初のレゴランドテーマパークとして「レゴランドナゴヤ」を2017年オープン予定。建設開始に伴う着工式典などが行われた時期には、このビルン空港から日本へ関係者などを送り届けるために中部国際空港への臨時チャーター便が設定され、日本までワイドボディ機を使った長距離飛行で往復飛行した。なお、レゴランド内にはレゴ製のビルン空港の大きなジオラマが存在する。

## 就航路線

### 国内線
| 航空会社                         | 就航地                  |
| -------------------------------- | ----------------------- |
| ダニッシュ・エア・トランスポート | 季節運航:ボーンホルム島 |
| アトランティック・エアウェイズ   | ヴォーアル              |
| スカンジナビア航空               | コペンハーゲン          |
| ノルウェー・エアシャトル         | コペンハーゲン          |

### 国際線
| 航空会社                                       | 就航地 |
| ---------------------------------------------- | --- |
| ダニッシュ・エア・トランスポート               | 季節チャーター便 東欧:ブルガス 南欧:カルパトス、グラン・カナリア、コス、コルフ、ザキントス、フエルテベントゥラ、プレベザ/レフカダ、ヨアニア 北アフリカ:シャルム・エル・シェイク 中東:アンタルヤ                                                                                             |
| トーマス・クック航空スカンジナビア             | チャーター便:グラン・カナリア、テネリフェ・スール 季節チャーター便 南欧:イラクリオン、ハニア、パルマ・デ・マヨルカ、ラルナカ、ロドス 東南アジア:プーケット 中東:アンタルヤ |
| ジェットタイム                                 | 季節チャーター便 東欧:ブルガス 南欧:アルメリア、グラン・カナリア、サモス、ハニア、ラルナカ、ロドス 北アフリカ:フルガダ(2019年10月16日再開予定) 中東:アンタルヤ、ダラマン |
| アトランティック・エアウェイズ                 | 季節運航 中欧:インスブルック 南欧:ザキントス、サモス、フエルテベントゥラ |
| アイスランド航空                               | 季節運航:レイキャヴィーク/ケプラヴィーク |
| ブラーテンス・リージョナル・アビエーション     | 季節チャーター便:ヴァルナ |
| フィンエアー                                   | ヘルシンキ |
| ヴィデロー航空                                 | ベルゲン |
| ノルウェー・エアシャトル                       | 北欧:オスロ/ガーデモエン 南欧:アリカンテ、グラン・カナリア(2019年10月30日就航予定)、ファロ、ポンタ・デルガダ、マラガ 季節運航:バルセロナ |
| エア・バルティック                             | リガ |
| スカンジナビア航空                             | オスロ/ガーデモエン |
| スカンジナビア航空 運航は シティジェット       | オスロ/ガーデモエン、ストックホルム/アーランダ 季節チャーター便 南欧:グラン・カナリア、ザキントス、シティア、テネリフェ・スール、ハニア、パルマ・デ・マヨルカ、ロドス 中東:アンタルヤ |
| ライアンエアー                                 | 西欧:エディンバラ、ダブリン(2019年10月28日再開予定)、マンチェスター、ロンドン/スタンステッド 中欧:プラハ、ベルリン/シェーネフェルト、ポズナン 東欧:ブダペスト 南欧:アリカンテ、マラガ 季節運航: アテネ、ジローナ、ハニア、パルマ・デ・マヨルカ、ピサ、ベルガモ、マルタ、ローマ/チャンピーノ |
| ブリティッシュ・エアウェイズ                   | ロンドン/ヒースロー |
| ブリティッシュ・エアウェイズ 運航は サン・エア | 北欧:オスロ/ガーデモエン 西欧:マンチェスター、ロンドン/シティ 中欧:デュッセルドルフ |
| KLMオランダ航空 運航は KLMシティホッパー       | アムステルダム |
| エールフランス 運航は オップ！                 | パリ/シャルル・ド・ゴール |
| ルフトハンザドイツ航空                         | フランクフルト |
| LOTポーランド航空                              | ワルシャワ/ショパン |
| ウィズエアー                                   | 北欧:ヴィリニュス 中欧:ウィーン、グダニスク、クラクフ、ワルシャワ/ショパン 東欧:キーウ/ジュリヤーヌィ、クルジュ＝ナポカ、ティミショアラ、トゥズラ、ブカレスト、ヤシ |
| ブリュッセル航空                               | ブリュッセル |
| ブルガリア航空                                 | 季節チャーター便:ブルガス |
| コレンドン航空ヨーロッパ                       | 季節運航:ハニア、ロドス |
| カイロ航空                                     | 季節運航:フルガダ |
| ターキッシュ・エアラインズ                     | イスタンブール |
| サンエクスプレス                               | 季節運航:アンタルヤ |
| ペガサス航空                                   | 季節運航:アンタルヤ |
| ウイングス・オブ・レバノン                     | ベイルート |

### 貨物便
| 航空会社          | 就航地            |
| ----------------- | ----------------- |
| ASL航空ベルギー   | リエージュ        |
| DHLアビエーション | ライプツィヒ/ハレ |